# Pomnik „Patriota” w Stalowej Woli

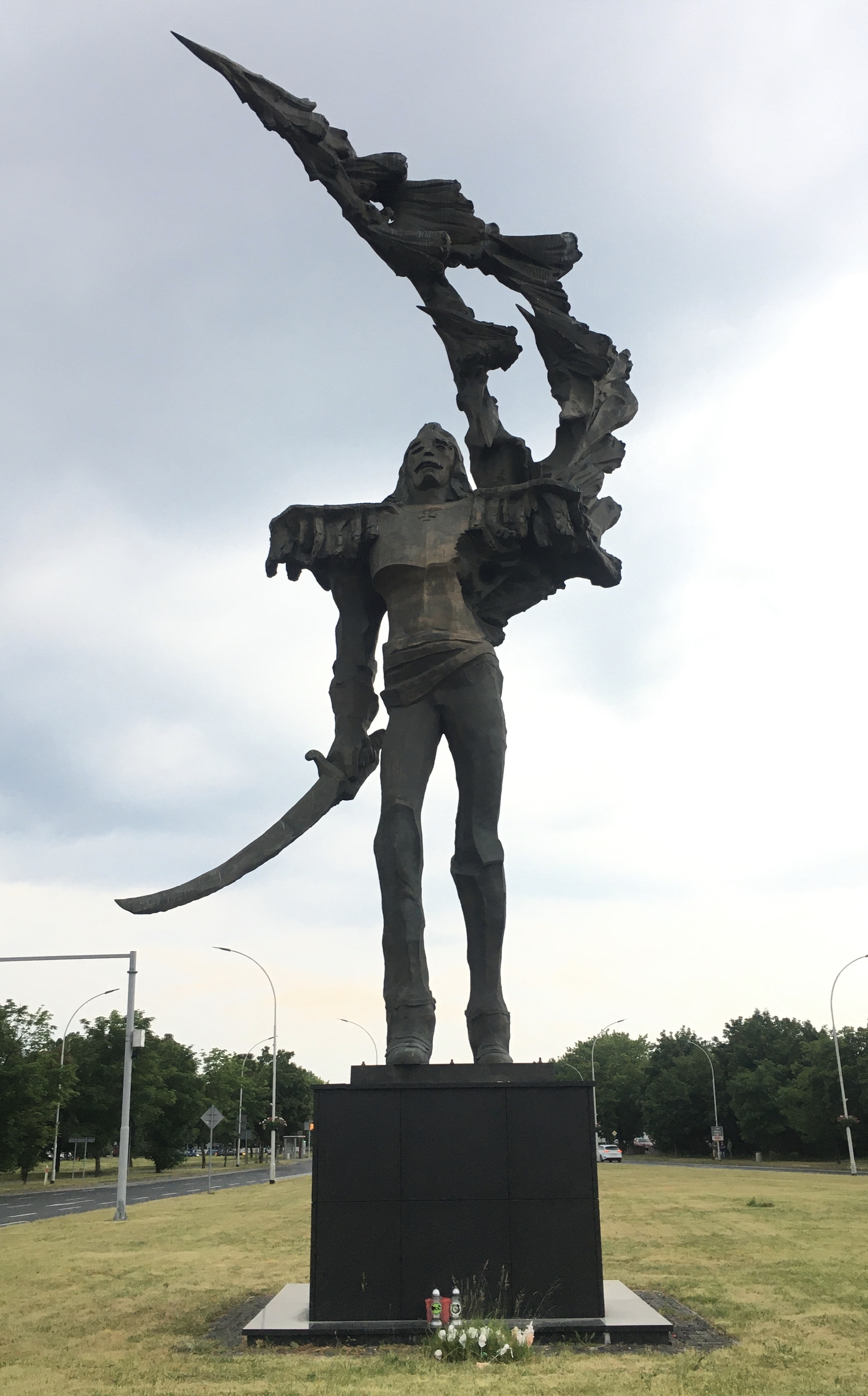
Pomnik „Patriota” w Stalowej Woli

Pomnik „Patriota” w Stalowej Woli – rzeźba autorstwa Andrzeja Pityńskiego znajdująca się w centrum Stalowej Woli symbolizująca polski patriotyzm.

## Opis rzeźby
„Patriota” to licząca 12 metrów wysokości rzeźba wykonana z brązu. Ważący ponad 5 ton pomnik stoi na dwumetrowym żelbetonowym cokole obłożonym płytami granitowymi.
Pomnik symbolizuje polskiego patriotę. Długowłosa postać w zbroi w prawej dłoni trzyma szablę z symboliką polskiego orła w koronie. Z lewej strony ciała z okolic serca wyrasta husarskie skrzydło. Na klatce piersiowej widnieje Order Virtuti Militari – najwyższe polskie odznaczenie wojenne. Na twarzy widać dwa cięcia mieczem, które symboliką przywoływać mogą cięcia na twarzy z obrazu Matki Boskiej Częstochowskiej.
Jak powiedział sam autor rzeźby Andrzej Pityński wypowiadając się o swoim projekcie: „Ten powstał jako symbol ducha narodu polskiego, który walczył o wolność. Przedstawia Słowianina-Sarmatę-husarza(…)”.

## Pomysłodawcy i fundatorzy
Autorem pomnika jest znany również poza Polską twórca rzeźb monumentalnych, pochodzący ze znajdującego się niedaleko Stalowej Woli Ulanowa, Andrzej Pityński.
Pomnik ufundowany został przez SWAP, tj. Stowarzyszenie Weteranów Armii Polskiej w Ameryce mieszczące się w Nowym Jorku, które na ten cel zebrało 200 tysięcy dolarów. Sam autor rzeźby również należał do Stowarzyszenia.
Pomysł na rzeźbę narodził się w obrębie Stowarzyszenia Weteranów Armii Polskiej jeszcze w 1975 roku. Po zaprojektowaniu go przez Andrzeja Pityńskiego, pomnik został przekazany do realizacji Gliwickim Zakładom Urządzeń Technicznych, gdzie powstawał przez ponad rok. Autor prawdopodobnie wybrał to miejsce na realizację swojego projektu, ponieważ w trakcie studiów na Akademii Sztuk Pięknych w Krakowie tam właśnie odbywał swoje praktyki.
„Patriota” powstał w roku 2010, a odsłonięto go oficjalnie 11 września 2011 roku. Na tej uroczystości zjawiło się około 50 przedstawicieli stowarzyszenia fundatorów.

## Lokalizacja
Pomnik „Patriota” znajduje się w Stalowej Woli na skrzyżowaniu Al. Jana Pawła II i ul. Komisji Edukacji Narodowej.